# Maria Augusta Rodrigues
Maria Augusta Rodrigues, conhecida publicamente como Maria Augusta (Rio de Janeiro, 23 de janeiro de 1942 – Rio de Janeiro, 11 de julho de 2025) foi uma carnavalesca brasileira, consagrada no carnaval carioca por desfiles antológicos, principalmente nas escolas de samba Salgueiro, participando de comissões de carnavais campeãs, e na União da Ilha, onde se fixou entre os grandes nomes do carnaval do Rio de Janeiro. Também atuou como comentarista em diversos veículos de mídia e foi uma das juradas do troféu Estandarte de Ouro.

## Vida pública
Nascida no interior do estado do Rio de Janeiro, Maria Augusta foi criada nas proximidades da histórica usina de açúcar Barcelos. O pai era gerente da usina e a mãe folclorista. Sendo essa uma região de efervescência cultural, logo cedo teve contato com os bois de carnaval Pintadinho e Jaraguá. Segundo a artista, em entrevista a Pedro Migão, no canal Ouro de Tolo, "O carnaval entrou em minha vida, nas estradas empoeiradas do norte do estado do Rio".
Em São João da Barra, ainda criança, assistiu carnavais que lhe marcaram a vida. Após certa idade passou a frequentar o carnaval da cidade de Campos dos Goytacazes, levada pelos pais. Frequentou o clube Saldanha da Gama, bem como os carnavais realizados no Automóvel Clube de Campos, participando ainda de corsos e desfiles de ranchos, que ela diz se lembrar com recordação especial dos caboclinhos. A sua característica estética marcada pelo luxo das cores, foi desenvolvida segundo a própria, em razão do contato direto com as manifestações artísticas e culturais dessa época.

### Escola de Belas Artes e Fernando Pamplona
Anos depois mudou-se para a capital do estado, onde ingressou na Escola de Belas Artes, tendo como docente Fernando Pamplona, momento que pavimentou sua inserção no cenário do carnaval carioca, vez que esse, estimulava e convidava seus alunos a participarem das decorações de rua no carnaval e natal. Foi assim que Maria Augusta passou a trabalhar com Fernando e Arlindo Rodrigues (outro genial artista brasileiro).

### 1969 - Um ano marcante e passagens pelo Salgueiro
É comentado por Maria Augista, que Jorge Melodia compositor do Império da Tijuca, em 1968, foi ao prédio da EBA, oferecer a Pamplona o projeto de desenvolvimento de enredo para 1969. Sob os braços carregava o livro "O negro na civilização brasileira" de Arthur Campos, que serviria de base para o enredo. O professor convida então Augusta e mais duas colegas, Alaíde Reis e Cláudia Miranda, para que realizassem o trabalho. Mesmo surpresas, contaram com o apoio do professor e logo as três passaram a desenvolver o projeto de fantasias e à época 1 carro. É nesse momento que ela conhece o famoso Pai de Santo Joãozinho da Goméia, que para além do apoio no desenvolvimento de enredo, a inseriu nos conceitos do candomblé. O carnaval de 1969 infelizmente não aconteceu no grupo 2, em virtude de um apagão na região onde os desfiles ocorreriam, resultando na retirada dos jurados e impossibilidade de julgamento dos desfiles.
Ao mesmo tempo, Pamplona e Arlindo decoravam o baile do Copacabana Palace, tendo como enredo Folclore Brasileiro com projeto de Arlindo. Fernando convidou Maria Augusta e outros alunos para apoiar o trabalho (foram convidados pelo professor naquele ano, a também participarem do evento). Ao fim do baile, e com pouco tempo de descanso, Pamplona direcionou alguns alunos para também ajudarem no desenvolvimento do carnaval do Salgueiro, o campeão "Bahia de Todos os Deuses" também em 1969. Nesse carnaval, vestiu-se como Iemanjá junto com outras 12 mulheres.
Oriunda de um grupo formado por Fernando Pamplona, a carnavalesca participou da criação de desfies ganhadores no Salgueiro como "Bahia de Todos os Deuses" e "Festa Para um Rei Negro". O grupo que também era composto por Joãosinho Trinta, Arlindo Rodrigues e Rosa Magalhães criaram um novo jeito de se fazer carnaval. Colocando o negro em seu papel de protagonista baseado em elementos de matrizes africanas.

### União da Ilha - Afirmação de uma identidade
Após iniciar sua carreira apoiando o desenvolvimento da ornamentação do Salgueiro, foi para a União da Ilha, onde fez história ao criar sua própria marca e firmar a identidade que hoje associamos a escola insulana. No carnaval de 1972, a carnavalesca desenvolve a Ala das Burrinhas, que ficou marcada visualmente. No ano de 1973, a artista desliga-se da Ilha e retorna a branco e encarnado da Tijuca, desenvolvendo o enredo Eneira, amor e fantasia. Com enredos leves, inspirados em temas do cotidiano de formas simples, como "O Amanhã" e o celebre "Domingo", seu carnaval era baseado no "luxo da cor" em oposição ao "luxo do brilho" que tinha como seu representante Joãosinho Trinta, parceiro no Salgueiro.

### De comentarista a Jurada
Maria Augusta é uma das artistas mais importantes da história do carnaval, hoje atua como comentarista e é jurada do prêmio "Estandarte de Ouro", considerado o Oscar do Samba. Foi praticante do candomblé há mais de 40 anos.

### Morte
Maria Augusta morreu no Rio de Janeiro, em 11 de julho de 2025, aos 83 anos, vitimada por falência multipla de órgãos.
O Ministério da Cultura emitiu nota de pesar pelo seu falecimento, celebrando Augusta como um "grande nome entre os criadores do carnaval carioca". O governador do estado do Rio de Janeiro Cláudio Castro, em nota, destacou "uma das mais brilhantes e criativas personalidades do carnaval. À frente do seu tempo, a professora Maria Augusta ajudou a projetar as escolas de samba para o mundo". Já prefeito da cidade do Rio Eduardo Paes afirmou que a trajetória da carnavalesca "é sinônimo de beleza, inovação e devoção ao samba e às comunidades".
A Liga Independente das Escolas de Samba do Rio de Janeiro lamentou a partida de Augusta, assim como diversas agremiações. A União da Ilha do Governador, escola que ajudou a projetar e assinou carnavais memoráveis na década de 70, afirmou que "não existiria União da Ilha como nós a conhecemos sem Maria Augusta – esse é o exato tamanho de sua importância para nossa história [...] Maria Augusta conquistou com a União da Ilha uma glória maior que o campeonato: a eternidade". O Acadêmicos do Salgueiro, escola pela qual Augusta foi campeã do carnaval carioca, destacou que "Maria Augusta não foi apenas uma artista genial. Ela foi uma revolução inteira. Esteve ao lado de nomes como Fernando Pamplona, Arlindo Rodrigues, Joãosinho Trinta e Rosa Magalhães no momento mais audacioso e criativo da nossa história. Foi ali, no Salgueiro dos anos 60, que ela ajudou a reinventar o Carnaval. Com inteligência, elegância e ousadia, fez do desfile uma verdadeira aula de brasilidade, beleza e potência cultural".

## Homenagens
Maria Augusta já foi homenageada algumas vezes no carnaval. Em 2025 a escola Mirim Aprendizes do Salgueiro trás "Uni-duni-tê, o Aprendizes escolheu você!", o enredo que homenageará Maria Augusta está sendo desenvolvido pela comissão de carnavalescos compostos por Thiago Mello, Davi Lisbôa, Zoe Aguiar e Lucas Marques, escolhidos por meio de um concurso nacional. Também em 2014 a artista foi enredo na escola de samba Onça no Samba na cidade de Campos. Todavia, a mesma já havia sido homenageada no Rio em 2004 pela escola Arranco do Engenho de Dentro que naquela oportunidade ficou em 8º lugar do grupo B e em 1996, pela Unidos da Vila Santa Teresa, que terminou aquele ano em 5º lugar do grupo D.
- 1996 - 5º lugar - Grupo D do Rio de Janeiro - "Maria Augusta, é mestra, é sorte, é carnaval" - Unidos da Vila Santa Teresa
- 2004 - 8º lugar - Grupo B do Rio de Janeiro - "Maria Augusta, o sonho nas estrelas" - Arranco do Engenho de Dentro
- 2014 - 5º lugar - Grupo Especial de Campos - "Uni, Duni, Tê - Maria Augusta, a escolhida é você" - Academia de Ritmos Onça no Samba
- 2025 - Escola Mirim do Rio de Janeiro - "Uni-duni-tê, o Aprendizes escolheu você!" - Aprendizes do Salgueiro

## Carreira

### Carnaval
Abaixo, a lista de desfiles assinados por Maria Augusta.
| Ano  | Escola            | Colocação   | Divisão  | Enredo                                                            |
| ---- | ----------------- | ----------- | -------- | ----------------------------------------------------------------- |
| 1971 | Salgueiro         | Campeã      | 1-A      | Festa para um rei negro                                           |
| 1972 | União da Ilha     | 8.º lugar   | 2        | A festa da cavalhada                                              |
| 1973 | Salgueiro         | 3.º lugar   | 1-A      | Eneida, amor e fantasia                                           |
| 1974 | Salgueiro         | Campeã      | 1-A      | O Rei da França na ilha da assombração                            |
| 1976 | União da Ilha     | 9.º lugar   | 1        | Poemas de Máscaras e sonhos                                       |
| 1977 | União da Ilha     | 3.º lugar   | 1        | Domingo                                                           |
| 1978 | União da Ilha     | 4.º lugar   | 1        | O Amanhã                                                          |
| 1980 | Paraíso do Tuiuti | Campeã      | 2-B      | É a sorte                                                         |
| 1981 | Paraíso do Tuiuti | 9.º lugar   | 2-A      | Exaltação a Vinícius de Moraes                                    |
| 1982 | Paraíso do Tuiuti | Vice-campeã | 2-A      | Alegria                                                           |
| 1983 | Paraíso do Tuiuti | 8.º lugar   | 1-B      | Vamos falar de amor                                               |
| 1985 | Tradição          | Campeã      | 2-B      | Xingu, o pássaro guerreiro                                        |
| 1986 | Tradição          | Campeã      | 2-A      | Rei Sinhô, Rei Zumbi, Rei Nagô - Eu também tô aí, tô aí sim sinhô |
| 1987 | Tradição          | Vice-campeã | 2        | Sonhos de Natal                                                   |
| 1993 | Beija-Flor        | 3.º lugar   | Especial | Uni-duni-tê, a Beija-flor escolheu: é você                        |

### Televisão
| Evento            | Emissora     | Ref.                         |
| ----------------- | ------------ | ---------------------------- |
| Carnaval 79       | Globo        | juri da TV                   |
| Carnaval 80 a 83  | Bandeirantes | apresentadora e comentarista |
| Carnaval 84 a 87  | Manchete     | comentarista                 |
| Carnaval 91       | Manchete     | comentarista                 |
| Globeleza 92      | Globo        | comentarista                 |
| Carnaval do Povão | CNT          | [ 11 ]                       |
| Globeleza         | Globo        | [ 11 ]                       |

## Títulos e estatísticas
Maria Augusta tem dois campeonatos na elite do carnaval carioca, ambos conquistados pelo Salgueiro.
| Divisão          | Campeonato | Ano        | Vice | Ano  | Terceiro lugar | Ano              |
| ---------------- | ---------- | ---------- | ---- | ---- | -------------- | ---------------- |
| Primeira divisão | 2          | 1971, 1974 | -    | -    | 3              | 1973, 1977, 1993 |
| Terceira divisão | 1          | 1986       | 1    | 1982 | -              | -                |
| Quarta divisão   | 2          | 1980, 1985 | -    | -    | -              | -                |